# Altaiskoje (Kaliningrad)
Altaiskoje (russisch Алтайское, deutsch (Adlig) Schulkeim) ist ein Ort in der russischen Oblast Kaliningrad. Er gehört zur kommunalen Selbstverwaltungseinheit Stadtkreis Gurjewsk im Rajon Gurjewsk.

## Geographische Lage
Altaiskoje liegt nördlich von Dobrino (Nautzken) am westlichen Ufer des Westkanals (russisch: Sapadny Kanal), der hier die Grenze zwischen dem Rajon Gurjewsk (Kreis Neuhausen) zum Rajon Polessk (Kreis Labiau) bildet. Bis zur ehemaligen Kreisstadt Polessk (Labiau) sind es 15, bis zur heutigen Rajonhauptstadt Gurjewsk (Neuhausen) 25 Kilometer. Die nächste Bahnstation ist Dobrino an der Bahnstrecke Kaliningrad–Sowetsk (Königsberg–Tilsit).

## Geschichte
Das einstige (Adlig) Schulkeim ist ein kleineres Dorf, das im Jahre 1874 in den neu errichteten Amtsbezirk Mettkeim (heute russisch: Nowgorodskoje) eingegliedert wurde und bis 1945 zum Landkreis Labiau im Regierungsbezirk Königsberg der preußischen Provinz Ostpreußen gehörte. Im Jahre 1910 zählte Adlig Schulkeim (wie in dieser Zeit der Ort offiziell genannt wurde) 92 Einwohner.
Am 30. September 1928 schloss sich Adlig Schulkeim mit Teilen von Perkappen (russisch: Poltawskoje) und Lautkeim (Trostniki), die dort vorher Exklaven waren, zur neuen Landgemeinde Schulkeim zusammen. 1933 lebten hier 121, 1939 noch 117 Einwohner.
Infolge des Zweiten Weltkrieges kam (Adlig) Schulkeim innerhalb des nördlichen Ostpreußens zur Sowjetunion. Im Jahr 1950 erhielt der Ort die russische Bezeichnung Altaiskoje und wurde gleichzeitig dem Dorfsowjet Dobrinski selski Sowet im Rajon Gurjewsk zugeordnet. Von 2008 bis 2013 gehörte Altaiskoje zur Landgemeinde Dobrinskoje selskoje posselenije und seither zum Stadtkreis Gurjewsk.

## Kirche
Die mehrheitlich evangelische Bevölkerung Schulkeims war vor 1945 in das Kirchspiel Kaymen (1938–1946 Kaimen, russisch: Saretschje) eingepfarrt und gehörte zum Kirchenkreis Labiau innerhalb der Kirchenprovinz Ostpreußen der Kirche der Altpreußischen Union. Heute liegt Altaiskoje im Einzugsbereich zweier evangelisch-lutherischer Gemeinden, und zwar in Marschalskoje (Gallgarben) und in Polessk (Labiau). Beide sind Filialgemeinden der Auferstehungskirche in Kaliningrad (Königsberg) in der Propstei Kaliningrad der Evangelisch-lutherischen Kirche Europäisches Russland (ELKER).